# Bill Finger
Milton „Bill“ Finger (* 8. Februar 1914 in Denver; † 18. Januar 1974 in New York City) war ein US-amerikanischer Comicautor. Er wurde vor allem bekannt als Mitschöpfer der Comicfigur Batman und vieler Elemente des Batman-Universums.

## Leben und Tätigkeit

### Frühes Leben
Finger wurde 1914 in eine jüdische Familie in Colorado geboren. Sein Vater Louis war 1907 als Emigrant aus Österreich nach Amerika gekommen. Seine Mutter Tessie stammte aus New York City. Außer Finger gehörten noch zwei Töchter, Emily und Gilda, zu der Familie. Während seiner Kindheit zog die Familie von Denver in den New Yorker Stadtteil Bronx, wo der Vater ein Schneidergeschäft betrieb. Dort schloss Finger seine Schulausbildung 1933 an der De Witt Clinton High School ab.
In den folgenden Jahren schlug Finger sich als Schuhverkäufer durch. Aufgrund seines Ehrgeizes Autor zu werden, trat er 1938 in das neugegründete Comicstudio von Bob Kane ein, den er bei einer Party kennen gelernt hatte. Kane übertrug Finger zunächst Aufträge als Ghostwriter Comicstrips für die Reihen Rusty und Clip Carson zu verfassen.

### Tätigkeit als Autor für DC Comics (1938 bis 1962)
Nachdem der Verlag National Comics 1938 mit der neu gestarteten Reihe über Superman, einen mit übermenschlichen Fähigkeiten ausgestatteten Streiter für Gerechtigkeit und gegen das Verbrechen, einen grandiosen Erfolg eingefahren und beinahe über Nacht das neue Genre des Superhelden-Comics begründet hatte, war der Verlag bestrebt, diesen Erfolg mit weiteren Superhelden-Figuren zu replizieren. Kane erhielt daher den Auftrag in seinem Studio einen neuen Superhelden für National Comics zu konzipieren, von dem der Verlag hoffte, dass er ihm eine weitere Reihe bescheren würde, die ein Verkaufsschlager werden würde.
Kane entwickelte darauf die Figur the Bat-Man („der Fledermaus-Mann“), die mit der heute geläufigen Figur des Batman allerdings noch sehr wenig gemein hatte: In den ersten Entwurfszeichnungen, die Kane schuf, erschien der Superheld als blonder Mann in einem weitgehend roten Kostüm mit einer Domino-Maske und steifem, auf seinem Rücken fixierten Flügeln. Finger, dem Kane diesen Entwurf vorlegte, übernahm es daher diesen generalzuüberarbeiten, indem er Batman anstatt eines roten ein in grau-schwarzen Tönen gehaltenes Kostüm, Handschuhe und eine fast das gesamte Gesicht verhüllende Maske sowie einen schwarzen Umhang verpasste.
Finger war es auch, der den Namen Bruce Wayne für den Mann erfand, der sich hinter dem maskierten Batman verbarg und gab ihm die Geheimidentität eines vermeintlich unscheinbaren  Playboys und Erben aus einer vermögenden High-Society-Familie. Den Vornamen Bruce wählte er dabei als Anlehnung an den schottischen Volkshelden Robert the Bruce, während er den Nachnamen Wayne von Mad Anthony Wayne übernahm, da der Name Wayne ein für die Schicht des vermögenden Ostküstenpatriziat, aus dem der Mann stammte, typisch war. Finger entwickelte auch die Idee, die neue Figur nicht bloß ein Superheld sein zu lassen, sondern sie auch zu einem wissenschaftlich versierten Detektiv zu machen.
Die erste veröffentlichte Batman-Story überhaupt erschien daraufhin im Mai 1939 in der Ausgabe 27 der Serie Detective Comics. Ihr Verfasser war Finger, dessen Autorenschaft in dem Heft jedoch verschwiegen wurde. Anschließend agierte Finger nahezu ununterbrochen mehr als zwanzig Jahre lang, bis in die frühen 1960er Jahre als einer der Hauptautoren der in den Serien Batman und Detective Comics veröffentlichten Geschichten über den von Kane und ihm entwickelten Helden. Während der 1940er und 1950er Jahre erfand Finger zahlreiche Elemente, die bis heute feste oder zumindest wiederkehrende Bestandteile des Batman-Universums sind: Batman’s Versteck und das Quartier, von dem aus er seine Einsätze plant, die in einer Höhle unter Bruce Waynes Landhaus verborgene "Bat Cave", das "Batmobile", sowie den Namen "Gotham City" für die an New York City angelehnte Stadt, in der die meisten Batman-Abenteuer spielen. Eine Marotte von Finger, die sich zu einem wiederkehrenden Topos der Batman-Geschichten entwickelte, war es, seine Geschichten mit überdimensionierten Requisiten wie gigantische Penny-Münzen oder gebäudegroßen Schreibmaschinen auszustaffieren. So wurden z. B. die riesige Replik eines Lincoln-Pennies und der lebensgroße animatronische Tyrannosaurus, die seither beständig als Trophäen/Dekorationen in Batmans Versteck zu sehen sind, in von Finger verfassten Storys in den Bat-Mythos eingeführt.
Zudem erfand Finger als Autor in den 1940er und 1950er Jahren zahlreiche bekannt gewordene Helfer und Widersacher des Superhelden. So sind die meisten Mitglieder von Batmans klassischer Schurkengalerie Schöpfungen Fingers. Darunter: Der Joker, der wie ein Clown aussieht und dessen Verbrechen häufig thematisch mit Humor, Komik, Scherzartikeln und dergleichen zu tun haben (Batman #1, 1940); die anmutige Diebin Catwoman; den durch eine Verbrennung entstellten und persönlichkeitsgespaltenen Two-Face, einen ehemaligen Staatsanwalt, der sich dem Verbrechen zugewandt hat (Detective Comics #66, August 1942); den kultivierten und gerissenen Meisterkriminellen Penguin (Detective Comics #58, Dezember 1941); den eleganten Gentleman-Gangster Cavalier, der das Erscheinungsbild und die Manierismen eines Mantel- und Degenhelden pflegt; den von Rätseln besessenen Riddler (Detective Comics #140, 1948); den schrillen und notorisch erfolglosen Killer-Moth, der als Kontrastbild zu Batman als Beschützer der Unschuldigen versucht als Beschützer der Kriminellen von Batmans Heimatstadt zu reüssieren; den Meisterschützen Deadshot; den von dem Thema Furcht besessenen Universitätsprofessor Jonathan Crane, der als Vogelscheuche ("Scarecrow") verkleidet Verbrechen begeht; den "Lehmmenschen" Clayface II, der seinen Körper nahezu beliebig verformen kann (Detective Comics #298, Dezember 1961); und den Mad Hatter, einem der gleichnamigen Figur aus Lewis Carrols Alice im Wunderland nachempfundenen Kriminellen.
Der bekannteste Verbündete Batmans, den Finger schuf, ist dessen junger Assistent Robin, den Finger dem Superhelden 1940 als Partner in dessen Kampf gegen das Verbrechen zur Seite stellte (Detective Comics #38, April 1940). Finger schuf die ursprüngliche Version der Figur als einen durch einen kriminellen Anschlag verwaisten Zirkusakrobaten namens Dick Grayson. Weitere Verbündete von Batman, die Geisteskinder von Finger waren, sind: Der ewige Polizeichef von Batmans Heimat, der integere und toughe Jim Gordon; Bruce Waynes/Batmans treuer Butler und Faktotum Alfred Pennyworth; die findige Reporterin Vicky Vale, eine wiederkehrende love interest von Bruce Wayne. In den 1950er Jahren fügte er dem Batman-Universum, das damals dem Zeitgeist entsprechend einige Jahre ausgesprochen zahm und kindgerecht wurde, einige schrille Elemente hinzu, die (in überarbeiteter Form) bis heute Bestand haben: So Bat-Mite, einen mächtigen und naiven magischen Kobold aus einer anderen Dimension, der von Batman besessen ist, den er als Helden bewundert und dem er sich beweisen möchte (Detective Comics #267, Mai 1959); und Batmans Hund Ace, einem Schäferhund, der Batman bei seinen Abenteuern begleitet (Batman #92, 1955). In den 50er Jahren schuf Finger auch die Figur der Kathy Kane, alias Batwoman, einem weiblichen Pendant zu Batman, mit dem dem – sich aus dem prüden Zeitgeist der 1950er Jahre ergebenden – Gerücht entgegengewirkt werden sollte, dass Batman und Robin, die als Junggesellen zusammenlebten, homosexuell seien.
Außer für Batman schrieb Finger in den 1940er und 1950er Jahren auch für viele andere Serien. So verfasste er von 1940 bis 1947 die Abenteuer der von Martin Nodell gezeichneten Figur Green Lantern für DC Comics. Nodell und Finger sind die Erfinder der ersten Green Lantern Alan Scott, die ihren ersten Auftritt in All-American Comics #16 im Juli 1940 hatte.
Außerdem verfasste Finger für DC Geschichten für die Serien Superboy und Wildcat.
Außer für DC schrieb Finger auch für andere Comicverlage wie Timely Comics, Fawcett Comics und Quality Comics. Zudem wirkte er in den 1960er Jahren an verschiedenen Drehbüchern für Filme mit, so unter anderem den Drehbüchern für die Filme Dämonen aus dem All (1967), Monster aus dem All (1968) und Track of the Moon Beast (1972/76). Auch für die Batman-Fernsehserie der 1960er Jahre verfasste Finger zwei Folgen mit.
Finger starb Mitte der 1970er Jahre in seiner Wohnung in Manhattan, ohne dass seine entscheidende Mitwirkung an der Figur des Batman je öffentlich gewürdigt worden war. Er wurde kremiert und seine Asche von seinem Sohn an einem Strand in Kalifornien verstreut.

### Nachwirken
Fingers maßgeblicher Anteil an der Entwicklung, Ausarbeitung und Vertiefung des Batman-Konzeptes und vieler Schauplätze, Figuren und sonstiger Elemente des Batman-Universums wurde erst viele Jahre nach seinem Tod vom Time Warner Konzern, dem Besitzer des DC-Verlages, der die Batman-Comics verlegt, öffentlich anerkannt:
Bob Kane hatte als er die Batman-Figur 1939 an National Comics (den Vorgänger von DC Comics) verkaufte in dem Vertrag, durch den er die Rechte an die Figur übertrug, neben anderen Kompensationen eine obligatorische Schöpfer-"Byline" in allen Batman-Comics (und allen Adaptionen des Stoffes in anderen Medien) ausbedungen, die ihn, Kane, als Erfinder von Batman nannte. Finger wurde trotz seiner Beiträge um die Schöpfung der Figur in dieser By-Line von 1939 bis 2015 nicht genannt.
Bob Kane erklärte 1989, dass er es bedauere, dass Fingers Anteil an der Ausarbeitung des Batman-Mythos nicht in dem Maße gewürdigt worden sei, das dieser angesichts seiner Leistungen verdient hätte. Kane bekundete, dass er, wenn er die Zeit fünfzig Jahre zurückdrehen könnte, er Finger dieselbe By-Line in den Batman-Geschichten (also die Nennung als Mitschöpfer der Figur) verschaffen würde, die er selbst damals gekriegt hatte und nannte ihn einen zu Unrecht "unbesungenen Helden" (unsung hero). Der in den 1940er Jahren in Kanes Studio tätige Jerry Robinson gab sogar an, dass Finger mit der Ausgestaltung der Batman-Idee sehr viel mehr zu tun gehabt habe als Kane: "Bill hatte sehr viel mehr damit zu tun Batman auszuformen als Bob. Er hat in der Anfangsphase so viele Dinge geleistet...er hat fast alle anderen Figuren der Serie erfunden, ...die ganze Batman-Persona, den ganzen Charakter der Serie." („[Bill] had more to do with the molding of Batman than Bob. He just did so many things at the beginning, ... creating almost all the other characters, ... the whole persona, the whole temper.“). Und der Tuschezeichner George Roussos erinnerte sich, dass Kane grobe Ideen gehabt habe, dass aber Finger „der Mann hinter Batman“ („Bill was the man behind Batman“) gewesen sei.
2007 bekannte DC Comics sich erstmals in einer Presseerklärung beiläufig zu Finger als Mitschöpfer von Batman, indem es dort davon sprach, dass "Kane, zusammen mit dem Autor Bill Finger, gerade [1939] Batman für DCs Vorgänger National Comics geschaffen" hätte. Der Verlagsleiter Paul Levitz schrieb etwa zur selben Zeit, dass Batman "die Schöpfung von Bob Kane und Bill Finger" ("the creation of Bob Kane and Bill Finger.") gewesen sei.
Fingers Enkelin Athena Finger gelang es schließlich, mehr als vierzig Jahre nach Fingers Tod, den Warner-Konzern dazu zu bewegen Finger, neben Bob Kane, in den Batman-Comics und sonstigen Batman-Publikationen (Filmen, Serien etc.) offiziell als Mitschöpfer der Figur zu kreditieren. Im September 2015 gab Warner bekannt, dass Finger nach einem Arrangement des Konzerns mit Fingers Nachkommen ab 2016 in allen Batman-Produkten als Mitschöpfer der Figur genannt werden würde: Den Anfang machten der Film Batman vs. Superman sowie die zweite Staffel der Serie Gotham. Seit 2016 lautet die Credit-Line in allen Batman-Comics und anderen Batman-Adaptionen (wie Kinofilmen und Videospielen) nicht mehr – wie von 1939 bis 2015 – "Batman created by Bob Kane", sondern "Batman created by Bob Kane with Bill Finger".

## Würdigungen
Seit 2005 wird auf der jährlichen Messe Comic-Con International der Bill Finger Award for Excellence in Comic Book Writing vergeben. Mit diesem Preis werden jeweils ein lebender und ein verstorbener Comicautor gewürdigt.
Im Dezember 2017 wurde die südöstliche Ecke der East 192nd Street und des Grand Concourse in der Bronx in "Bill Finger Way" umbenannt. Grund hierfür ist, dass diese Lokalität sich in der Nähe des Poe Parks befindet, in dem Finger und Kane seinerzeit ihre Batmanideen erörterten.
2017 wurde auf der Plattform Hulu die Dokumentation "Batman & Bill" veröffentlicht, die sich mit Fingers lange vergessener Rolle bei der Erfindung Batmans und der Ausgestaltung seiner Welt befasste.
2018 wurde ein Asteroid nach ihm benannt: (101723) Finger.

## Ehe und Familie
Finger war zweimal verheiratet. Aus seiner ersten Ehe mit Portia Finger ging ein Sohn, Frederick "Fred" Finger, hervor, der am 13. Januar 1992 an AIDS starb. Fred Finger hatte eine Tochter, Athena (* 1976). Nach seiner Scheidung von seiner ersten Frau war Bill Finger mit Edith "Lyn" Simmons verheiratet. Auch diese Ehe wurde geschieden.

## Dokumentarfilme
- Batman & Bill, Dokumentarfilm von Don Argott und Sheena M. Joyce, erstmalig ausgestrahlt auf der Plattform Hulu am 6. Mai 2017.